# Aile (anatomie)
Pour les articles homonymes, voir Aile.
En anatomie, une aile est une partie d'un organe qui se décompose en deux parties égales. 

## Exemples

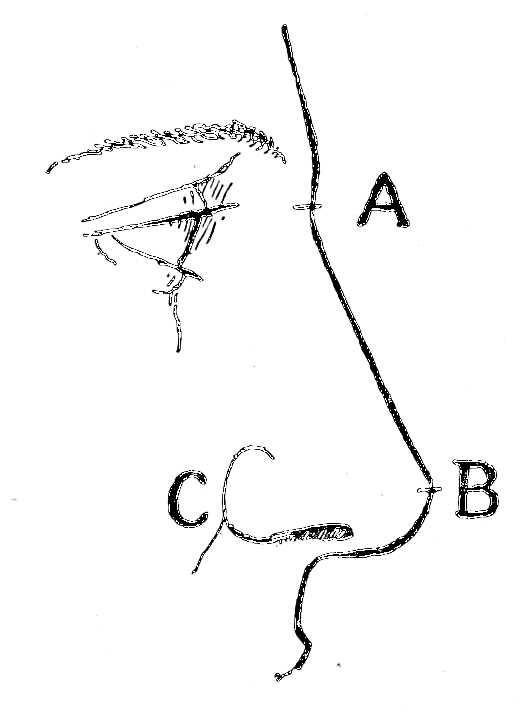
Ailes du nez.

### Les ailes du nez
Les narines sont délimités médialement par le septum nasal et latéralement par deux faces, les ailes du nez séparées de la joue par le sillon alaire noté C.

### Les ailes des apophyses

Petite aile de l'os sphénoïde

Os sphénoïde : comprenant notamment la petite aile de l'os sphénoïde et la grande aile de l'os sphénoïde.
Thyroïde
Os ptérygoïde.